# Puchar Świata w snowboardzie 2010/2011
Puchar Świata w snowboardzie w sezonie 2010/2011 była to 17. edycja tej imprezy. Cykl rozpoczął się 10 października 2010 roku w holenderskim Landgraaf zawodami w slalomie równoległym. Ostatnie zawody sezonu rozegrane zostały między 24 a 27 marca 2011 roku w szwajcarskiej miejscowości Arosa.
Puchar Świata rozegrany został w 11 krajach i 18 miastach na 3 kontynentach. Najwięcej konkursów rozegrano w Kanadzie (6 dla mężczyzn i 5 dla kobiet).
Obrońcami tytułów najlepszych zawodników Pucharu Świata byli:
- Maëlle Ricker z Kanady wśród kobiet
- Benjamin Karl z Austrii wśród mężczyzn

W tym sezonie zrezygnowano z jednej klasyfikacji generalnej dla wszystkich konkurencji. Zamiast tego wprowadzono klasyfikację ASP (konkurencji technicznych: PAR i snowcross) oraz AFU (konkurencji freestyle: half-pipe, slopestyle i big air).

## Konkurencje
- slalom równoległy (PSL)
- gigant równoległy (PGS)
- snowcross (SBX)
- slopestyle (SS)
- half-pipe (HP)
- Big Air (BA) – tylko mężczyźni

## Mężczyźni

### Kalendarz i wyniki
| Lp  | Data                        | Miejsce         | Konkurencja                               | 1. miejsce                                | 2. miejsce                                | 3. miejsce                                |
| 1.  | 10 października 2010        | Landgraaf       | PSL                                       | Andreas Prommegger                        | Roland Fischnaller                        | Aaron March                               |
| 2.  | 30 października 2010        | Londyn          | Big Air                                   | Marko Grilc                               | Ståle Sandbech                            | Seppe Smits                               |
| 3.  | 4 listopada 2010            | Saas-Fee        | Halfpipe                                  | Tore Holvik                               | Ryō Aono                                  | Mathieu Crepel                            |
| 4.  | 20 listopada 2010           | Sztokholm       | Big Air                                   | Sebastien Toutant                         | Petja Piiroinen                           | Patrick Burgener                          |
| 5.  | 3 grudnia 2010              | Seul            | Big Air                                   | odwołane                                  | odwołane                                  | odwołane                                  |
| 6.  | 7 grudnia 2010              | Lech            | Snowcross                                 | Nate Holland                              | Tom Velisek                               | Mario Fuchs                               |
| 7.  | 8 grudnia 2010              | Lech            | Snowcross                                 | Luca Matteotti                            | Alex Pullin                               | Paul-Henri de Le Rue                      |
| 8.  | 10 grudnia 2010             | Limone Piemonte | PGS                                       | Benjamin Karl                             | Andreas Prommegger                        | Manuel Veith                              |
| 9.  | 11 grudnia 2010             | Limone Piemonte | PSL                                       | Roland Fischnaller                        | Aaron March                               | Roland Haldi                              |
| 10. | 16 grudnia 2010             | Telluride       | PGS                                       | Rok Flander                               | Kaspar Flütsch                            | Manuel Veith                              |
| 11. | 17 grudnia 2010             | Telluride       | Snowcross                                 | Pierre Vaultier                           | Seth Wescott                              | Alex Pullin                               |
| 12. | 18 grudnia 2010             | Telluride       | Snowcross                                 | Włochy                                    | USA 2                                     | USA 3                                     |
| 13. | 9 stycznia 2011             | Badgastein      | PSL                                       | Benjamin Karl                             | Aaron March                               | Simon Schoch                              |
| 14. | 10 stycznia 2011            | Badgastein      | PSL                                       | odwołane                                  | odwołane                                  | odwołane                                  |
| MŚ  | 15 – 23 stycznia 2011       | La Molina       | 9. Mistrzostwa Świata w Snowboardzie 2011 | 9. Mistrzostwa Świata w Snowboardzie 2011 | 9. Mistrzostwa Świata w Snowboardzie 2011 | 9. Mistrzostwa Świata w Snowboardzie 2011 |
| 15. | 26 stycznia 2011            | Denver          | Big Air                                   | Rocco van Straten                         | Zachary Stone                             | Michael Macho                             |
| 16. | 9 lutego 2011               | Yongpyong       | PGS                                       | Benjamin Karl                             | Siegfried Grabner                         | Aaron March                               |
| 17. | 13 lutego 2011              | Yabuli          | Halfpipe                                  | Nathan Johnstone                          | Zhang Yiwei                               | Shi Wangcheng                             |
| 18. | 17 lutego 2011              | Stoneham        | Snowcross                                 | Nick Baumgartner                          | Jonathan Cheever                          | David Speiser                             |
| 19. | 18 lutego 2011              | Stoneham        | Halfpipe                                  | Ryō Aono                                  | Taku Hiraoka                              | Kazu’umi Fujita                           |
| 20. | 19 lutego 2011              | Stoneham        | Big Air                                   | Sebastien Toutant                         | Matts Kulisek                             | Stefan Falkeis                            |
| 21. | 20 lutego 2011              | Stoneham        | PGS                                       | Benjamin Karl                             | Andreas Prommegger                        | Matthew Morison                           |
| 22. | 26 lutego 2011              | Calgary         | Halfpipe                                  | Ryō Aono                                  | Nathan Johnstone                          | Zhang Yiwei                               |
| 23. | 26 lutego 2011              | Calgary         | Slopestyle                                | Clemens Schattschneider                   | Robby Balharry                            | Zachary Stone                             |
| 24. | 5 marca 2011                | Moskwa          | PSL                                       | Roland Fischnaller                        | Rok Marguč                                | Simon Schoch                              |
| 25. | 11 marca 2011               | Bardonecchia    | Halfpipe                                  | Nathan Johnstone                          | Johann Baisamy                            | Arthur Longo                              |
| 26. | 13 marca 2011               | Bardonecchia    | Slopestyle                                | Aleksiej Sobolew                          | Milu Multhaup-Appleton                    | Clemens Schattschneider                   |
| 27. | 18 marca 2011               | Valmalenco      | Snowcross                                 | Alberto Schiavon                          | Jonathan Cheever                          | Nate Holland                              |
| 28. | 19 marca 2011               | Valmalenco      | PGS                                       | Sylvain Dufour                            | Andreas Prommegger                        | Roland Haldi                              |
| 29. | 8 lutego 2011 24 marca 2011 | Yongpyong Arosa | Snowcross                                 | Seth Wescott                              | Pierre Vaultier                           | Paul-Henri de Le Rue                      |
| 30. | 25 marca 2011               | Arosa           | Snowcross                                 | Alex Pullin                               | Luca Matteotti                            | Nick Baumgartner                          |
| 31. | 26 marca 2011               | Arosa           | Halfpipe                                  | Iouri Podladtchikov                       | Jan Scherrer                              | Patrick Burgener                          |
| 32. | 27 marca 2011               | Arosa           | PGS                                       | Andreas Prommegger                        | Roland Fischnaller                        | Nevin Galmarini                           |

### Klasyfikacje
| Lp. | Zawodnik           | Punkty |
| --- | ------------------ | ------ |
| 1.  | Benjamin Karl      | 4950   |
| 2.  | Andreas Prommegger | 4850   |
| 3.  | Roland Fischnaller | 4550   |
| 4.  | Aaron March        | 3450   |
| 5.  | Alex Pullin        | 3270   |
| 6.  | Pierre Vaultier    | 3210   |
| 7.  | Simon Schoch       | 2870   |
| 8.  | Jonathan Cheever   | 2690   |
| 9.  | Rok Flander        | 2670   |
| 10. | Rok Marguč         | 2580   |

| Lp. | Zawodnik           | Punkty |
| --- | ------------------ | ------ |
| 1.  | Benjamin Karl      | 5790   |
| 2.  | Andreas Prommegger | 5740   |
| 3.  | Roland Fischnaller | 5420   |
| 4.  | Aaron March        | 3890   |
| 5.  | Simon Schoch       | 3450   |
| 6.  | Nevin Galmarini    | 3110   |
| 7.  | Rok Marguč         | 3060   |
| 8.  | Roland Haldi       | 3050   |
| 9.  | Manuel Veith       | 3010   |
| 10. | Rok Flander        | 2802   |

| Lp. | Zawodnik             | Punkty |
| --- | -------------------- | ------ |
| 1.  | Alex Pullin          | 3270   |
| 2.  | Pierre Vaultier      | 3210   |
| 3.  | Jonathan Cheever     | 2690   |
| 4.  | Luca Matteotti       | 2480   |
| 5.  | Markus Schairer      | 2160   |
| 6.  | Nick Baumgartner     | 2048   |
| 7.  | Paul-Henri de Le Rue | 2027   |
| 8.  | Nate Holland         | 2024   |
| 9.  | Kevin Hill           | 2020   |
| 10. | Alberto Schiavon     | 1982   |

| Lp. | Zawodnik                | Punkty |
| --- | ----------------------- | ------ |
| 1.  | Nathan Johnstone        | 3510   |
| 2.  | Clemens Schattschneider | 2960   |
| 3.  | Ryō Aono                | 2800   |
| 4.  | Sebastien Toutant       | 2220   |
| 5.  | Rocco van Straten       | 2090   |
| 6.  | Stefan Falkeis          | 1770   |
| 7.  | Adrian Krainer          | 1760   |
| 8.  | Dimi de Jong            | 1710   |
| 9.  | Michael Macho           | 1646   |
| 10. | Arthur Longo            | 1600   |

| Lp. | Zawodnik            | Punkty |
| --- | ------------------- | ------ |
| 1.  | Nathan Johnstone    | 3510   |
| 2.  | Ryō Aono            | 2800   |
| 3.  | Arthur Longo        | 1600   |
| 4.  | Zhang Yiwei         | 1470   |
| 5.  | Aluan Ricciardi     | 1350   |
| 6.  | Taku Hiraoka        | 1250   |
| 7.  | Johann Baisamy      | 1220   |
| 8.  | Iouri Podladtchikov | 1130   |
| 9.  | Tore Holvik         | 1000   |
| 9.  | Dimi de Jong        | 990    |

| Lp. | Zawodnik                | Punkty |
| --- | ----------------------- | ------ |
| 1.  | Clemens Schattschneider | 2960   |
| 2.  | Sebastien Toutant       | 2200   |
| 3.  | Rocco van Straten       | 1845   |
| 4.  | Stefan Falkeis          | 1770   |
| 5.  | Adrian Krainer          | 1676   |
| 6.  | Michael Macho           | 1646   |
| 7.  | Zachary Stone           | 1400   |
| 8.  | Robby Balharry          | 1250   |
| 9.  | Aleksiej Sobolew        | 1170   |
| 10. | Ståle Sandbech          | 1090   |

## Kobiety

### Kalendarz i wyniki
| Lp  | Data                        | Miejsce         | Konkurencja                               | 1. miejsce                                | 2. miejsce                                | 3. miejsce                                |
| 1.  | 10 października 2010        | Landgraaf       | PSL                                       | Jekatierina Tudiegieszewa                 | Heidi Neururer                            | Alona Zawarzina                           |
| 2.  | 4 listopada 2010            | Saas-Fee        | Halfpipe                                  | Cai Xuetong                               | Sun Zhifeng                               | Ursina Haller                             |
| 3.  | 7 grudnia 2010              | Lech            | Snowcross                                 | Dominique Maltais                         | Maëlle Ricker                             | Yuka Fujimori                             |
| 4.  | 8 grudnia 2010              | Lech            | Snowcross                                 | Dominique Maltais                         | Maëlle Ricker                             | Aleksandra Żekowa                         |
| 5.  | 11 grudnia 2010             | Limone Piemonte | PGS                                       | Jekatierina Tudiegieszewa                 | Alona Zawarzina                           | Swietłana Bołdykowa                       |
| 6.  | 11 grudnia 2010             | Limone Piemonte | PSL                                       | Patrizia Kummer                           | Fränzi Mägert-Kohli                       | Jekatierina Iluchina                      |
| 7.  | 16 grudnia 2010             | Telluride       | PGS                                       | Fränzi Mägert-Kohli                       | Isabella Laböck                           | Jekatierina Tudiegieszewa                 |
| 8.  | 17 grudnia 2010             | Telluride       | Snowcross                                 | Dominique Maltais                         | Aleksandra Żekowa                         | Maëlle Ricker                             |
| 9.  | 18 grudnia 2010             | Telluride       | Snowcross                                 | USA                                       | Austria                                   | Bułgaria                                  |
| 10. | 9 stycznia 2011             | Badgastein      | PSL                                       | Jekatierina Tudiegieszewa                 | Marion Kreiner                            | Claudia Riegler                           |
| 11. | 10 stycznia 2011            | Badgastein      | PSL                                       | odwołane                                  | odwołane                                  | odwołane                                  |
| MŚ  | 15 – 23 stycznia 2011       | La Molina       | 9. Mistrzostwa Świata w Snowboardzie 2011 | 9. Mistrzostwa Świata w Snowboardzie 2011 | 9. Mistrzostwa Świata w Snowboardzie 2011 | 9. Mistrzostwa Świata w Snowboardzie 2011 |
| 13. | 9 lutego 2011               | Yongpyong       | PGS                                       | Marion Kreiner                            | Fränzi Mägert-Kohli                       | Swietłana Bołdykowa                       |
| 14. | 13 lutego 2011              | Yabuli          | Halfpipe                                  | Liu Jiayu                                 | Cai Xuetong                               | Li Shuang                                 |
| 15. | 17 lutego 2011              | Stoneham        | Snowcross                                 | Lindsey Jacobellis                        | Dominique Maltais                         | Déborah Anthonioz                         |
| 16. | 18 lutego 2011              | Stoneham        | Halfpipe                                  | Cai Xuetong                               | Holly Crawford                            | Haruna Matsumoto                          |
| 17. | 20 lutego 2011              | Stoneham        | PGS                                       | Jekatierina Tudiegieszewa                 | Claudia Riegler                           | Marion Kreiner                            |
| 18. | 26 lutego 2011              | Calgary         | Halfpipe                                  | Cai Xuetong                               | Holly Crawford                            | Haruna Matsumoto                          |
| 19. | 26 lutego 2011              | Calgary         | Slopestyle                                | Allyson Carroll                           | Brooke Voigt                              | Pia Meusburger                            |
| 20. | 5 marca 2011                | Moskwa          | PSL                                       | Jekatierina Tudiegieszewa                 | Tomoka Takeuchi                           | Doris Günther                             |
| 21. | 11 marca 2011               | Bardonecchia    | Halfpipe                                  | Holly Crawford                            | Mirabelle Thovex                          | Paulina Ligocka                           |
| 22. | 13 marca 2011               | Bardonecchia    | Slopestyle                                | Katarzyna Rusin                           | Anja Stefan                               | Lou Chabelard                             |
| 23. | 18 marca 2011               | Valmalenco      | Snowcross                                 | Lindsey Jacobellis                        | Eva Samkova                               | Déborah Anthonioz                         |
| 24. | 19 marca 2011               | Valmalenco      | PGS                                       | Jekatierina Tudiegieszewa                 | Isabella Laböck                           | Julia Dujmovits                           |
| 25. | 8 lutego 2011 24 marca 2011 | Yongpyong Arosa | Snowcross                                 | Aleksandra Żekowa                         | Callan Chythlook-Sifsof                   | Zoe Gillings                              |
| 26. | 25 marca 2011               | Arosa           | Snowcross                                 | Aleksandra Żekowa                         | Lindsey Jacobellis                        | Nelly Moenne-Loccoz                       |
| 27. | 26 marca 2011               | Arosa           | Halfpipe                                  | Queralt Castellet                         | Holly Crawford                            | Cai Xuetong                               |
| 28. | 27 marca 2011               | Arosa           | PGS                                       | Fränzi Mägert-Kohli                       | Jekatierina Tudiegieszewa                 | Julia Dujmovits                           |

### Klasyfikacje
| Lp. | Zawodniczka               | Punkty |
| --- | ------------------------- | ------ |
| 1.  | Jekatierina Tudiegieszewa | 6000   |
| 2.  | Dominique Maltais         | 4800   |
| 3.  | Fränzi Mägert-Kohli       | 4600   |
| 4.  | Aleksandra Żekowa         | 4040   |
| 5.  | Marion Kreiner            | 3700   |
| 6.  | Lindsey Jacobellis        | 3610   |
| 7.  | Isabella Laböck           | 3170   |
| 8.  | Claudia Riegler           | 3060   |
| 9.  | Julia Dujmovits           | 2800   |
| 10. | Doris Günther             | 2710   |

| Lp. | Zawodniczka               | Punkty |
| --- | ------------------------- | ------ |
| 1.  | Jekatierina Tudiegieszewa | 7690   |
| 2.  | Fränzi Mägert-Kohli       | 5770   |
| 3.  | Marion Kreiner            | 4540   |
| 4.  | Claudia Riegler           | 3900   |
| 5.  | Isabella Laböck           | 3510   |
| 6.  | Julia Dujmovits           | 3460   |
| 7.  | Doris Günther             | 3310   |
| 8.  | Tomoka Takeuchi           | 2950   |
| 9.  | Swietłana Bołdykowa       | 2930   |
| 10. | Heidi Neururer            | 2430   |

| Lp. | Zawodniczka             | Punkty |
| --- | ----------------------- | ------ |
| 1.  | Dominique Maltais       | 4800   |
| 2.  | Aleksandra Żekowa       | 4040   |
| 3.  | Lindsey Jacobellis      | 3610   |
| 4.  | Déborah Anthonioz       | 2680   |
| 4.  | Callan Chythlook-Sifsof | 2210   |
| 6.  | Maëlle Ricker           | 2200   |
| 7.  | Eva Samkova             | 2050   |
| 8.  | Émilie Aubry            | 2040   |
| 9.  | Maria Ramberger         | 1860   |
| 10. | Yuka Fujimori           | 1850   |

| Lp. | Zawodniczka            | Punkty |
| --- | ---------------------- | ------ |
| 1.  | Cai Xuetong            | 4400   |
| 2.  | Holly Crawford         | 3900   |
| 3   | Sun Zhifeng            | 2300   |
| 4.  | Mirabelle Thovex       | 2270   |
| 5.  | Anne Sophie Pellissier | 1960   |
| 6.  | Nadja Purtschert       | 1730   |
| 7.  | Xu Xiujuan             | 1460   |
| 8.  | Pia Meusburger         | 1450   |
| 9.  | Sophie Rodriguez       | 1400   |
| 10. | Katarzyna Rusin        | 1320   |

| Lp. | Zawodniczka            | Punkty |
| --- | ---------------------- | ------ |
| 1.  | Cai Xuetong            | 4400   |
| 2.  | Holly Crawford         | 3900   |
| 3   | Sun Zhifeng            | 2300   |
| 4.  | Mirabelle Thovex       | 2270   |
| 5.  | Anne Sophie Pellissier | 1960   |
| 6.  | Xu Xiujuan             | 1460   |
| 6.  | Sophie Rodriguez       | 1400   |
| 8.  | Nadja Purtschert       | 1330   |
| 9.  | Liu Jiayu              | 1260   |
| 10. | Haruna Matsumoto       | 1200   |

| Lp. | Zawodniczka             | Punkty |
| --- | ----------------------- | ------ |
| 1.  | Katarzyna Rusin         | 1000   |
| 1.  | Allyson Carroll         | 1000   |
| 3.  | Anja Stefan             | 800    |
| 3.  | Brooke Voigt            | 800    |
| 5.  | Pia Meusburger          | 600    |
| 5.  | Lou Chabelard           | 600    |
| 7.  | Emma Bernard            | 500    |
| 7.  | Breanna Stangeland      | 500    |
| 9.  | Serena Shaw             | 450    |
| 9.  | Anne-Frederique Grenier | 450    |